# 2012-es franciaországi elnökválasztás
A 2012-es franciaországi elnökválasztás két fordulóját április 22-én és május 6-án tartották. Az 5. francia köztársaság 10. elnökválasztásán François Hollande-ot választották meg köztársasági elnökké.

## Választási rendszer
A köztársasági elnöki jelöltséghez a jelöltnek 23. életévét betöltött francia állampolgárnak kell lennie és minimum 500 választott képviselő (pl. polgármester, országgyűlési képviselő) írásos támogatását kell hogy élvezze, legalább 30 különböző megyéből vagy tengerentúli megyéből, illetve területről, és az aláírások legfeljebb 10%-a lehet egy közigazgatási egységből való.
Amennyiben egyik jelölt sem szerzi meg az abszolút többséget (50%+1 fő) az első fordulóban, akkor a két első helyezett jut a második fordulóba. Az elnök 5 évre nyeri el hivatalát.

## Jelöltek
A választáson 10 jelölt indult.

|  | Kép                   | Név                                                                              | Támogató párt(ok) (francia név) | Ideológia                 |
|  | --------------------- | -------------------------------------------------------------------------------- | --- | ------------------------- |
|  | Jean-Luc Mélenchon    | Jean-Luc Mélenchon                                                               | Baloldali Front (Front de gauche) | Baloldali populizmus      |
|  | Nathalie Arthaud      | Nathalie Arthaud                                                                 | Munkásharc (Lutte ouvrière) | trockizmus                |
|  | Philippe Poutou       | Philippe Poutou                                                                  | Új Antikapitalista Párt (Nouveau Parti anticapitaliste) | trockizmus                |
|  | Eva Joly              | Eva Joly (a párt által 2011-ben rendezett belső előválasztáson győzött)          | Európa Ökológia – A Zöldek (Europe Écologie Les Verts) Független Ökológiai Mozgalom (Mouvement écologiste indépendant) Ökológiai Generáció (Génération écologie) Régiók és Szolidáris Népek Szövetsége (Fédération Régions et Peuples Solidaires) | zöldpolitika              |
|  | Francois Hollande     | François Hollande (a párt által 2011-ben rendezett belső előválasztáson győzött) | Szocialista Párt (Parti socialiste) Baloldali Radikális Párt (Parti radical de gauche) Ökológiai Generáció (Génération écologie) Haladó Egységmozgalom (Mouvement unitaire progressiste)                                                          | szociáldemokrácia         |
|  | François-Bayrou       | François Bayrou                                                                  | Demokrata Mozgalom (Mouvement démocrate) | centrista                 |
|  | Nicolas Sarkozy       | Nicolas Sarkozy (hivatalban lévő államfő)                                        | Unió egy Népi Mozgalomért (Union pour un mouvement populaire) | konzervativizmus          |
|  | Nicolas Dupont-Aignan | Nicolas Dupont-Aignan                                                            | Fel a Köztársasággal (Debout la République) | jobboldali, EU-ellenesség |
|  | Marine Le Pen         | Marine Le Pen                                                                    | Nemzeti Front (Front national) | ultranacionalizmus        |
|  |                       | Jacques Cheminade                                                                | Szolidaritás és Haladás (Solidarité & Progrès) | Jobboldali populizmus     |

## Közvélemény-kutatások
Az egyes jelöltek népszerűsége százalékban.
| Időpont            | Cég | Jelöltek | Jelöltek | Jelöltek | Jelöltek | Jelöltek | Jelöltek  | Jelöltek    | Egyéb információk                                      |
| Időpont            | Cég | Bayrou   | Hollande | Joly     | Le Pen   | Sarkozy  | Mélenchon | de Villepin | Egyéb információk                                      |
| ------------------ | --- | -------- | -------- | -------- | -------- | -------- | --------- | ----------- | ------------------------------------------------------ |
| 2011. november 20. | LH2 | 7        | 30       | 6        | 15       | 29       | 7         | NA          |                                                        |
| 2011. november 22. | BVA | NA       | 32       | NA       | NA       | 27       | NA        | NA          | A második fordulóban 58:42 Hollande és Sarkozy között. |
| 2011. december 11. | BVA | 9        | 35       | 3        | 17       | 24,5     | 7         | 1           |                                                        |

### A második forduló előtt
| Időpont              | Cég   | Jelöltek | Jelöltek |
| Időpont              | Cég   | Hollande | Sarkozy  |
| -------------------- | ----- | -------- | -------- |
| 2012. április 27-28. | Ipsos | 53       | 47       |

## Kampány
A sokáig Nicolas Sarkozy legfőbb kihívójának számító baloldali Dominique Strauss-Kahn, az Nemzetközi Valutaalap (IMF) vezérigazgatója 2011-ben szexbotrányba keveredett, így esélytelenné vált. A Szocialista Párton (PS) belül ezután egyfajta előválasztáson mérkőzött meg Martine Aubry pártelnök, Lille polgármestere és François Hollande, Ségolène Royal, Sarkozy 2007-es kihívója, Hollande volt élettársa és három másik jelölt. Közülük a kormányzati tapasztalatokkal nem rendelkező, bírálói szerint „szürke”, „semmilyen” Hollande diadalmaskodott. Ezután Hollande választási megállapodásra jutott a Zöldekkel, akik támogatásukért cserébe elérték, hogy győzelme esetén majdnem minden második, összesen 24 atomreaktort leállítsa. Hollande nyitni próbált Bayrou hívei felé is. Mindkét utóbbi lépése nagy vitákat kavart a Szocialista Pártban.
2011 decemberében Dominique de Villepin volt jobboldali kormányfő, Sarkozy volt pártbeli riválisa is bejelentette, hogy elindul az elnökválasztáson. Villepin még 2010-ben alapította meg Szolidáris Köztársaság (franciául République solidaire) néven pártját. Végül az alacsony támogatottságát látva mégsem indult el.
Sarkozy az 5. köztársaság valaha volt legnépszerűtlenebb elnökének pozíciójából indult a választásoknak, ám a 2012 februárjában indított kampányában jelentős hátrányt dolgozott le. Ebben közrejátszott egy Toulouse-i terrorcselekmény, melyet a közvélemény szerint helyesen kezelt. A bevándorlás szigorításának ígéretével is javított helyzetén, ugyanakkor népszerűtlen megszorításokat is kilátásba helyezett a költségvetés rendbetétele érdekében. Hollande legfőbb ellenfelének a pénzügyi világot nevezte meg, és újratárgyalná a 2011 decemberi EU-s pénzügyi megállapodást. Elemzők szerint egyik jelölt gazdasági programja sem hiteles, ugyanakkor a választók sem fogadnák el, hogy az ország helyzete a válság miatt egyre sérülékenyebb.
Jean-Luc Mélenchon populista szónoklataival sikeresen közömbösítette a két trockista és a zöldpárti jelöltet.

## Eredmények
| Hollande | Sarkozy | Le Pen |

### Első forduló

Az elnökválasztás első fordulójának győztesei községek szerint

A 2012. április 22-én 79,47%-os részvétel mellett tartott első forduló eredménye:
|                                                         |                                                         | Száma                         | Aránya (%)       |
| ------------------------------------------------------- | ------------------------------------------------------- | ----------------------------- | ---------------- |
| Választásra jogosultak                                  | Választásra jogosultak                                  | 46 037 965                    | 100              |
| Leadott szavazatok - ebből érvényes - ebből érvénytelen | Leadott szavazatok - ebből érvényes - ebből érvénytelen | 36 584 538 35 885 801 698 737 | 79,47 98,09 1,91 |
|                                                         | Jelölt                                                  | Szavazat                      | Százalék         |
|                                                         | François Hollande                                       | 10 273 480                    | 28,63            |
|                                                         | Nicolas Sarkozy                                         | 9 754 316                     | 27,18            |
|                                                         | Marine Le Pen                                           | 6 421 802                     | 17,90            |
|                                                         | Jean-Luc Mélenchon                                      | 3 985 089                     | 11,11            |
|                                                         | François Bayrou                                         | 3 275 395                     | 9,13             |
|                                                         | Eva Joly                                                | 828 381                       | 2,31             |
|                                                         | Nicolas Dupont-Aignan                                   | 644 043                       | 1,79             |
|                                                         | Philippe Poutou                                         | 411 182                       | 1,15             |
|                                                         | Nathalie Arthaud                                        | 202 561                       | 0,56             |
|                                                         | Jacques Cheminade                                       | 89 552                        | 0,25             |
| Összesen                                                | Összesen                                                | 35 885 801                    | 100              |

A közvéleménykutatásokból várt eredmény született. Egyik jelölt sem érte el az 50%-ot, így a két legjobban szereplő politikus, a szocialista François Hollande és a konzervatív Nicolas Sarkozy került be a második fordulóba. Meglepetésre Marine Le Pen több szavazatot kapott, mint pártelnök apja bármikor, Mélenchon azonban nem hozta a várt eredményt. Bayrou, Mélenchon és Joly Hollande támogatására szólította fel híveit, Le Pen támogatói lelkiismeretére bízta, elmennek-e szavazni. Bejelentette, ő maga érvénytelenül szavaz a második fordulóban.

### Második forduló
2012. május 6-án tartott második fordulóban 80,34%-os részvétel mellett a következő eredmények születtek:
| Hollande | Sarkozy |

|                                                         |                                                         | Száma                           | Aránya (%)       |
| ------------------------------------------------------- | ------------------------------------------------------- | ------------------------------- | ---------------- |
| Választásra jogosultak                                  | Választásra jogosultak                                  | 46 073 165                      | 100              |
| Leadott szavazatok - ebből érvényes - ebből érvénytelen | Leadott szavazatok - ebből érvényes - ebből érvénytelen | 37 016 982 34 869 809 2 147 173 | 80,34 94,20 5,80 |
|                                                         | Jelölt                                                  | Szavazat                        | Százalék         |
|                                                         | François Hollande                                       | 18 000 438                      | 51,62            |
|                                                         | Nicolas Sarkozy                                         | 16 869 371                      | 48,38            |

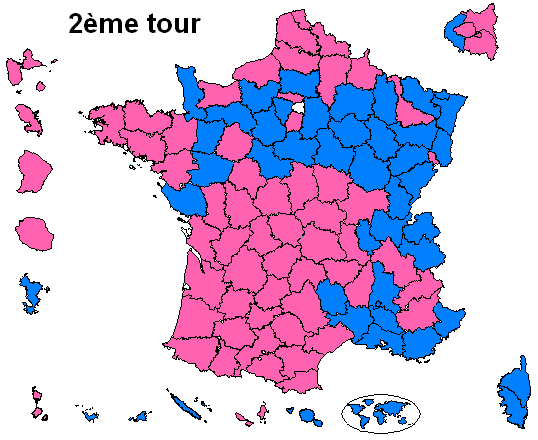
A 2012-es franciaországi elnökválasztás második fordulójának megyei győztesei

A május 2-iki tévévitától sokat várt Sarkozy, ám nem sikerült Hollande-ot sarokba szorítania, a 3 órás vita döntetlen lett.
Végül a szocialista François Hollande-ot választották meg köztársasági elnöknek. Politikai elemzők szerint a választások elsősorban Sarkozy személyéről szóltak, és azt nem Hollande nyerte meg, hanem Sarkozy veszítette el.

## Politikai következmények
A megválasztott elnök bejelentette, hogy nem akar több megszorítást. Május 10-én François Fillon miniszterelnök benyújtotta lemondását Sarkozy elnöknek, aki azt elfogadta. 2012. május 15-én beiktatták Hollande-ot hivatalába, aki Jean-Marc Ayrault-t, Nantes polgármesterét nevezte ki miniszterelnöknek. Az új kormány a 2012. június 17-iki nemzetgyűlési választásokra való felkészülésbe kezdett.